# Saint-Morillon
Saint-Morillon egy francia település Gironde megyében az Aquitania régióban. Lakosainak száma 1817 fő (2022. január 1.).

## Adminisztráció
Polgármesterek:
- 2001–2014 Danielle Secco
- 2014–2020 Jean-Michel Benesse

## Demográfia
| Lakosok száma | 507  | 722  | 846  | 1318 | 1577 | 1636 | 1694 | 1724 | 1755 | 1817 |
|               | 1968 | 1982 | 1990 | 2006 | 2013 | 2015 | 2017 | 2019 | 2020 | 2022 |